# El caballo
El caballo es una película de drama y humor negro estadounidense en idioma español de 2011 dirigida y coescrita por el cineasta cubano Lilo Vilaplana, a partir de una idea de Marcos Miranda. Protagonizada por Ariel Texido, Alina Robert, Adrián Mas, Fabián Brando y Grettel Trujillo, la película fue filmada en Miami y sirvió como homenaje a las protestas del 11 de julio de 2021 en Cuba. Se estrenó el 25 de septiembre de 2021 en el Teatro Manuel Artime de Miami.

## Sinopsis
En medio de la crisis económica y social que vive la isla de Cuba, Adria y Mario son una pareja que encuentra una forma de supervivencia en el contrabando. Sin embargo, en el momento menos esperado cometen un error que puede resultar fatal para sus aspiraciones.

## Reparto
- Alina Robert como Adria
- Ariel Texido como Mario
- Adrián Mas como Beto
- Gretel Trujillo como Olga
- Boncó Quiñongo como Moya
- Fabián Brando como Pablo